# それいけ!民謡うた祭り
『それいけ!民謡うた祭り』（ -みんよう うたまつり）は、NHK総合テレビで、原則月1回放送されていた民謡の公開音楽番組である。

## 概要
峰竜太司会の『どんとこい民謡』の後継番組である。
2002年12月21日にパイロット版が放送された後、2003年4月27日から2013年2月23日まで放送された。主に毎月1回程度の土・日曜日または祝日の午後に44分間放送された。
全国各都道府県の体育館・公民館・音楽ホール・NHK公開スタジオなどを毎月巡回し、その都道府県や公開収録が行われる市区町村に伝わる民謡・伝統芸能を披露するステージショー形式の番組である。
本番組の後継番組として、城島茂（TOKIO）が司会を務める『民謡魂 ふるさとの歌』が、2013年5月4日から放送を開始した。

## 司会
- 伍代夏子（2005 - 2012年度）
- NHKアナウンサー
  - 吉田賢（2003年度）
  - 鈴木桂一郎（2004年度）
  - 藤崎弘士（2005・2006年度）
  - 滑川和男（2007 - 2009年度）
  - 稲塚貴一（2010・2011年度）
  - 小松宏司（2012年度）